# Létavka Helenina
Létavka Helenina (Rhacophorus helenae) je druh žáby objevený v roce 2009 ve Vietnamu. V roce 2012 bylo definitivně prokázáno, že se jedná o nový živočišný druh. Své jméno dostal po Helen M. Rowleyové, matce vedoucí týmu expertů Jodi Rowleyové.

## Popis
Jde o zhruba 10 centimetrů velkou žábu, s jasně zelenou barvou kůže a s bílým břichem. Dokáže se pomocí klouzavého pohybu pohybovat v korunách stromů ve výšce asi 20 metrů.

## Výskyt
Žáby tohoto druhu obvykle žijí na vrcholcích stromů, avšak občas slézají na zem, kde se rozmnožují v kalužích. Expedice objevila žáby uprostřed zemědělské oblasti necelých 100 kilometrů od Ho Či Minova Města, což bylo překvapující vzhledem k faktu, že jde o území s frekventovaným pohybem lidí a zvířat.